# 應用科學學士
應用科學學士（英語：Bachelor of Applied Science），常簡寫為B.AS.、BAS、BSAS、BASc、B.ASc.或BAppSc等，是一種本科學位。

## 學科領域
應用科學學士學位經常要求學生需主修其應用科學課程，並專攻下列領域：

| - 應用物理學 - 應用數學 - 農學 - 一般工程學 - 汽車工程學 - 生物工程學 - 生化工程學 - 經濟信息學 - 化學工程學 - 土木工程學 - 計算機科學 - 計算機工程學 - 通訊學 - 刑事司法學 - 犯罪學 - 電機工程學 - 環境工程學 - 地球空間信息科學 - 職業安全學 | - 公共衛生學 - 工程管理學 - 工程物理學 - 工程科學 - 工程科學和力學 - 地質工程學 - 酒店管理學 - 工業工程學 - 資訊管理學 - 整合工程學 - 資訊系統 - 資訊科技 - 管理工程學 - 技術管理 - 製造工程學 - 材料科學與工程學 - 機械工程學 - 機械工程技術 - 機械電子學 | - 礦業工程學 - 微生物學 - 奈米工程學 - 營養與食品學 - 鑑識科學 - 天體物理學 - 專業技術教師教育 - 軟體工程學 - 音訊工程學 - 測量學 - 可持續建築科學技術 - 系統工程學 - 應用物理與電子工程學 - 企業經濟學 - 社會科學 - 領導力 |